# Én núi đá

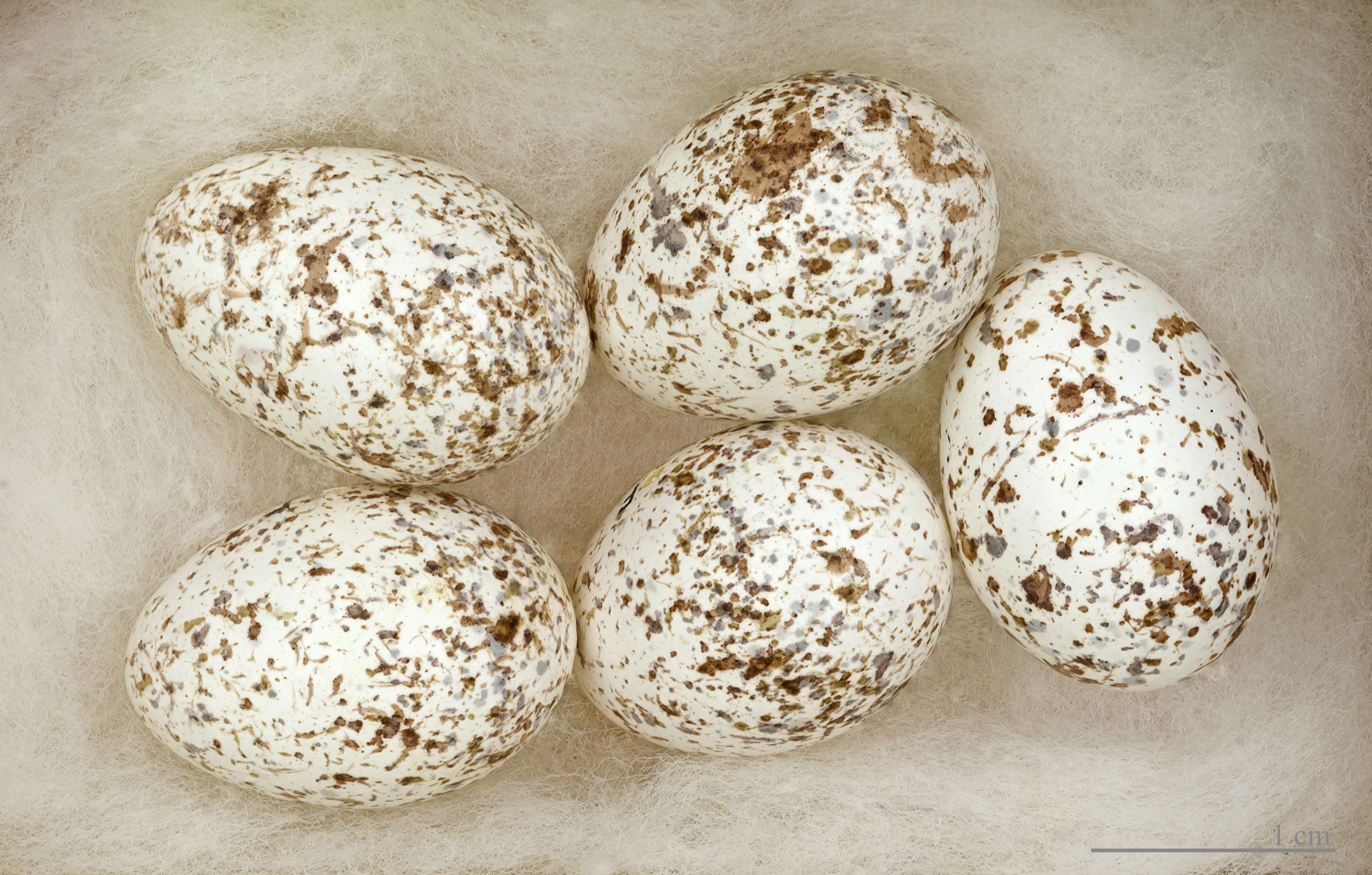
Trứng của én núi đá

Én núi đá (danh pháp hai phần: Ptyonoprogne rupestris) là một loài chim trong họ Hirundinidae.
Loài chim này dài khoảng 14 cm (5,5 in) với trên lưng màu tro nâu và nhạt màu ở dưới, và một cái đuôi ngắn, vuông có mảng trắng đặc trưng trên hầu hết các lông của nó. Nó sống ở vùng núi của Nam Âu, phía tây bắc châu Phi và Nam Á. Nó có thể bị nhầm lẫn với ba loài khác trong chi của nó, nhưng loài này lớn hơn hai loài kia, với đốm đuôi sáng và kiểu bộ lông khác nhau. Nhiều quần thể sống ở châu Âu định cư, nhưng một số sinh sống ở miền Bắc và các nhóm sinh sản ở châu Á nhất di cư, trú đông ở miền Bắc châu Phi, Trung Đông hay Ấn Độ.
Chúng xây dựng một tổ bám chặt vào đá dưới một vách đá nhô ra hoặc càng ngày chúng càng xây tổ nhiều hơn lên một cấu trúc nhân tạo. Tổ như nửa chiếc tách được làm bằng bùn và gọn gàng với một lớp lót mềm bên trong bằng lông và cỏ khô. Tổ thường đơn độc, mặc dù một vài cặp có thể sinh sản tương đối gần nhau ở vị trí tốt. Mỗi tổ có hai đến năm quả trứng màu trắng nâu có đốm được chủ yếu được chim mái ấp, và cả hai con chim cha và mẹ nuôi chim con. Loài này không tụ tập nhiều con thành đàn lớn khi kiếm mồi, nhưng là thích tụ tập ngoài mùa sinh sản. Nó ăn nhiều loại côn trùng mà chúng bắt được trong mỏ khi chúng bay gần vách đá, suối trên và đồng cỏ núi cao. Chim trưởng thành và chim con có thể bị săn và ăn thịt bởi các loài chim săn mồi hoặc corvidae, và loài này là bị các các con ve hút máu ký sinh. Với phạm vi rất lớn và đang mở rộng và dân số lớn không có mối quan tâm bảo tồn quan trọng.

## Hình ảnh

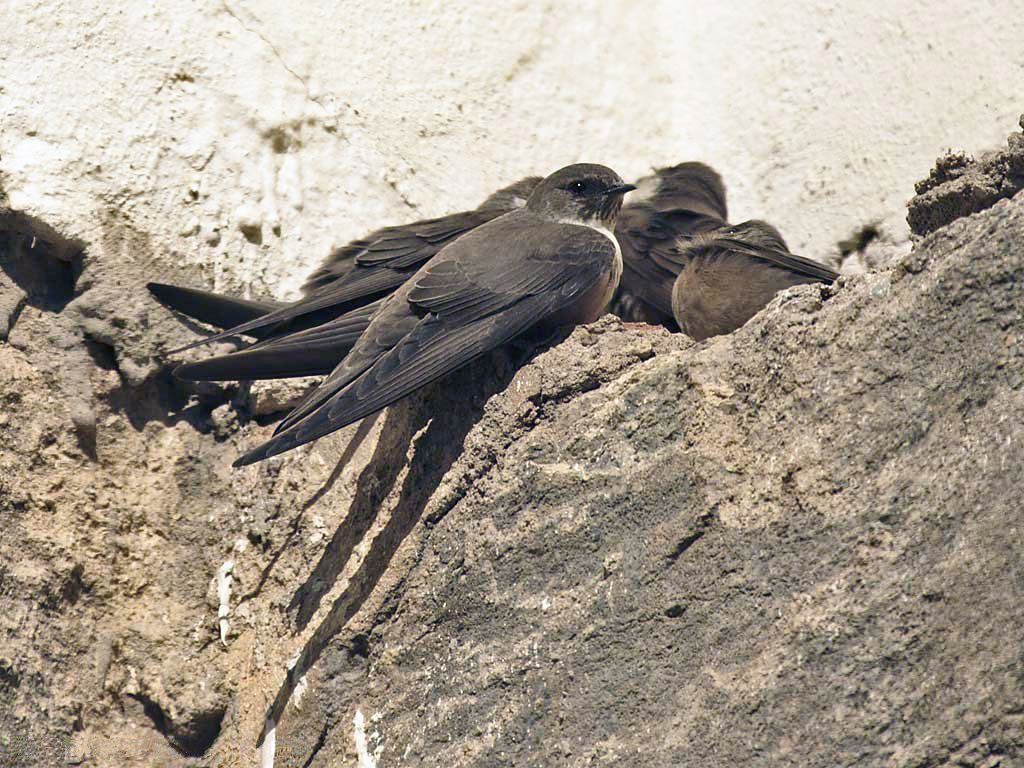
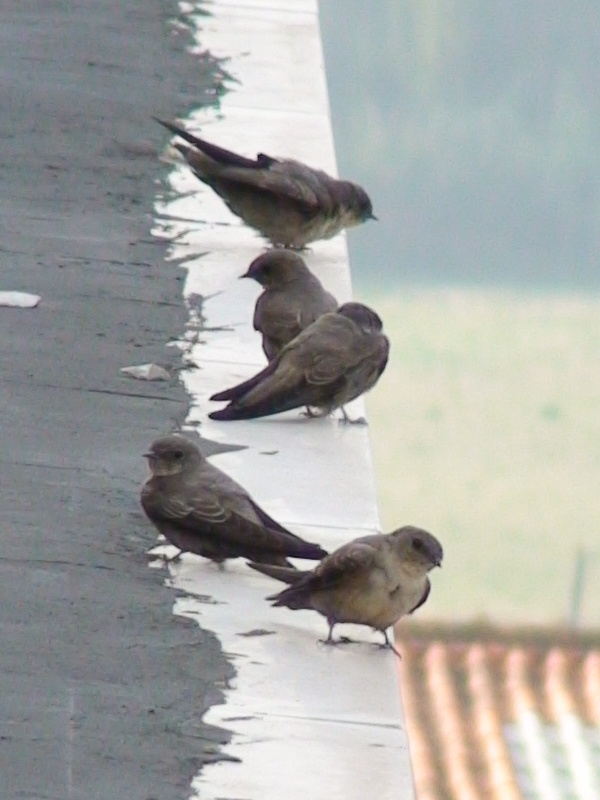
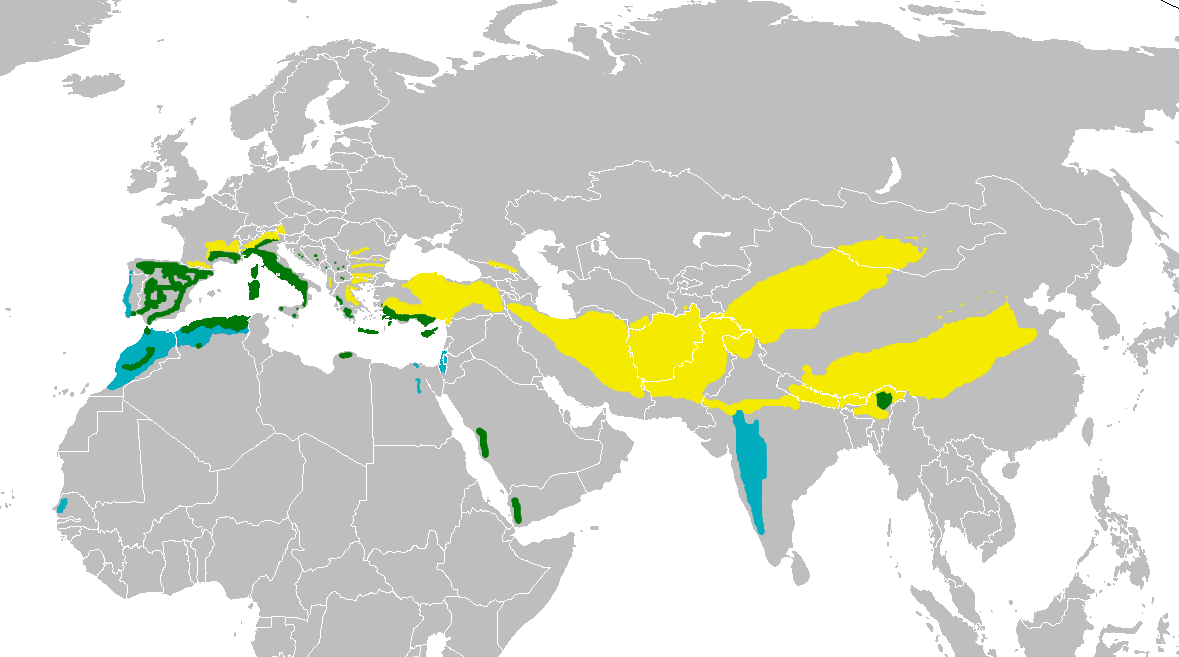